# Muladi
Il vocabolo Muladi (muladí in spagnolo) deriva dall'arabo muwallad (in arabo مولّد‎? che vuol dire: adottato).
Questo vocabolo veniva usato nella Penisola iberica occupata dai musulmani per definire:
- I cristiani che abiuravano il Cristianesimo, si convertivano all'Islam e vivevano tra i musulmani, differenziandosi così dai mozarabi, che invece, pur vivendo in zone a maggioranza musulmana, continuavano a conservare la loro religione cristiana.
- I figli di una coppia mista, cristiano-musulmana, e di religione musulmana.

I primi muladi comparvero nella Penisola iberica nell'VIII secolo; mentre nel X secolo, le conversioni all'Islam furono numerose, per cui una grande parte della popolazione di al-Andalus divenne muladi.
Qualche muladi ribelle divenne famoso, come ʿUmar b. Ḥafṣūn, nato a Ronda da una famiglia di origine gota, il cui nonno si era convertito all'Islam; egli riuscì a controllare politicamente un importante territorio dell'Andalusia, prima di convertirsi nell'899 al Cristianesimo, insediando perfino un vescovo nella sua roccaforte di Bobastro (Malaga).